# Antonio Tusseau
 (mars 2018).
Antonio Tusseau, né le 19 mai 1991, est un champion de karaté, style kyokushinkai, français.

## Biographie
Antonio Tusseau se tourne vers le kyokushinkai à 15 ans au dojo de l'Athletic Club de Boulogne-Billancourt (ACBB). L'année d'après, à 16 ans, il devient champion de France junior.
Après de bonnes places sur des podiums nationaux et internationaux, il se fait remarquer en 2012 lors du tournoi France contre l'équipe du Japon au palais omnisports de Paris-Bercy où il est vainqueur face au champion du Japon et futur champion du All Japan Open, Kyohei Ajima. 
Par la suite, il obtient son premier titre de champion de France senior en 2013 à 21 ans, puis son premier titre de champion d'Europe poids moyen en 2014 à 22 ans.
En 2017, à 26 ans il change de catégorie et devient champion d'Europe poids lourd et enchaine un mois après avec la victoire du All American Open.
Il s'impose en 2023 et obtient la 4ème place du World Open à 32 ans.

## Media
- Le combat France-Japon lui a valu la couverture du magazine Karate Bushido.
- Il fut intervenant et commentateur sur la chaine Kombat Sport.
- Il est présent dans les émissions Les Goodies de Karaté Bushido et Les Tutos[1].